# الاستفتاء الفرنسي حول معاهدة ماستريخت

الاستفتاء الفرنسي

الاستفتاء الفرنسي حول معاهدة ماستريشت (بالفرنسية: Référendum français sur le traité de Maastricht)‏ هو استفتاء قام به الشعب الفرنسي في العشرين من شتنبر عام 1992. يهدف هذا الاستفتاء إلى شرعنة معاهدة ماستريخت التي كانت قد أُمضي عليها فيما قبل، في ماستريخت، من طرف الرئيس فرنسوا ميتران ورؤساء الدول الإحدى عشر الأخرى المكونة للسوق الأوروبية المشتركة.
وافق على معاهدة ماستريخت إبان هذا الاستفتاء ما لا يزيد على 51% فقط من مجموع المستفتين.